# Asa Vita no Imfampitsarana
Asa Vita no Imfampitsarana, kortweg AVI, is een reformistische politieke partij op Madagaskar. De tekst betekent "beoordeeld over je werk".